# Tràfic de persones
El tràfic de persones o d'esclaus és el comerç de persones, normalment amb finalitats de treball forçat, esclavitud sexual o prostitució forçosa. Avui dia és una activitat àmpliament tipificada com a delicte a moltes legislacions estatals, i especialment a les dels països signants de la Declaració Universal dels Drets Humans (art. 4).
És habitual que aquest comerç s'aprofiti dels processos de migració. A diferència del viatge voluntari, el tràfic implica l'amenaça o condicions penoses en el periple i a l'arribada. La UNODC, l'Oficina de l'ONU contra la Droga i el Delicte, vetlla per intentar erradicar-lo i ha calculat que suposa entre 5 i 9 milions de dòlars l'any, xifra multiplicada per set pels governs europeus i estimada encara més alta per les ONG. El tràfic de persones aprofita diverses menes de vulnerabilitat (edat, gènere, condició econòmica) i afecta les capes més pobres dels països en desenvolupament o dones i nens d'arreu, que són segrestats o enganyats. Sovint, es relaciona amb bandes de delinqüència organitzada que mantenen diversos negocis il·legals, com ara el tràfic de drogues.
Més del 60% del tràfic de persones està relacionat amb la prostitució forçosa, normalment femenina. Aquestes dones es recluten de diverses formes: poden ser nenes venudes per les seves famílies incapaces de mantenir-les o casades a distància, dones segrestades o immigrants forçades a treballar com a prostitutes per pagar deutes.
Amb un 20% del total segueix el tràfic de nens per a la seva explotació sexual, laboral o en processos d'adopció il·legals. Aquests nens poden ser també venuts per les seves famílies, a vegades amb falses promeses, ser nens de carrer, nens soldat o víctimes de conflictes armats.
Un estudi ha demostrat la presència del trastorn per estrès posttraumàtic complex sense diferència de gènere en les víctimes del tràfic humà.